# 陳熙昱
陳熙昱（?—?），湖南省常德府武陵縣人，清朝政治人物、同進士出身。
光緒三年（1877年），参加丁丑科殿試，登進士三甲第141名。同年五月，經吏部掣簽，授即用知縣。